# Colipo
Colipo (em latim: Collippo) foi uma cidade construída em Portugal na época romana. A cidade localizava-se no monte de São Sebastião do Freixo, no município da Batalha (freguesia da Golpilheira), inclusive* do município de Leiria (freguesia da Barreira).
Colipo é referida por autores latinos do século I como Plínio (Naturalis Historia), e acredita-se que tenha sido inicialmente ocupada por túrdulos 300 anos antes de Cristo. Atualmente quase não há vestígios materiais no lugar devido à destruição do morro e pela reutilização das pedras da antiga cidade para a construção de outras estruturas como o Castelo de Leiria. Apesar disso, foram encontrados no monte de São Sebastião do Freixo elementos como um mosaico representando um cavalo-marinho, inscrições e restos de habitações.